# Martin Pike
Martin Pike (né le 12 juillet 1920 à Tendring et mort le 10 janvier 1997 à Taunton) est un athlète britannique, spécialiste du 400 mètres.

## Biographie
Il remporte la médaille d'or du relais 4 × 400 mètres lors des championnats d'Europe de 1950, à Bruxelles, en compagnie de Leslie Lewis, Angus Scott et Derek Pugh. 

### Palmarès
| Date | Compétition           | Lieu      | Résultat | Épreuve   | Performance  |
| ---- | --------------------- | --------- | -------- | --------- | ------------ |
| 1950 | Championnats d'Europe | Bruxelles | 1er      | 4 × 400 m | 3 min 10 s 2 |

### Records
| Épreuve    | Performance | Lieu | Date |
| ---------- | ----------- | ---- | ---- |
| 400 mètres | 48 s 6      |      | 1950 |